# The Paliser Case
The Paliser Case è un film muto del 1920 diretto da William Parke.

## Trama
Cassy Cara è una cantante, figlia di un vecchio violinista portoghese. I due sono poveri e suo padre è anche zoppo. La donna è innamorata di Keith Lennox che, però, è già impegnato con Margaret Austen, una fanciulla appartenente alla buona società. Ma la signora Austen, per interesse, vorrebbe che la figlia sposasse invece il ricco e potente Paliser. Per arrivare al suo scopo, dichiara di aver visto Cassy uscire dalla casa di Lennox, instillando il sospetto che i due possano essere amanti.
In ogni caso, Paliser ammira Cassy e lei, per aiutare il padre, accetta di sposarlo. Ma la cerimonia di nozze è falsa e, quando lei scopre il raggiro di cui è rimasta vittima, è troppo tardi. Furiosa, lo lascia per andare a raccontare tutto a Lennox.
Sia lei che Lennox, progettano ambedue di uccidere - uno all'insaputa dell'altra - il mascalzone. E, quella notte, effettivamente qualcuno uccide Paliser, pugnalandolo. Per il delitto viene arrestato Lennox: Cassy si autoaccusa per salvarlo, ma lui si addossa tutta la responsabilità del crimine. Il vero colpevole, però, è il padre di Cassy che confessa di essere l'autore del delitto e poi muore per un attacco di cuore.

## Produzione
Il film fu prodotto dalla Goldwyn Pictures Corporation.

## Distribuzione
Il copyright del film, richiesto dalla Goldwyn Picture Corp., fu registrato il 31 dicembre 1919 con il numero LP14692.

Distribuito negli Stati Uniti dalla Goldwyn Distributing Company, uscì nelle sale cinematografiche il 15 febbraio 1920. A New York, venne presentato al Capitol Theatre mentre a Los Angeles fu proiettato al Miller's Theatre.
Non si conoscono copie ancora esistenti della pellicola che viene considerata presumibilmente perduta.